# 正宗寺
正宗寺（しょうそうじ）は岐阜県高山市丹生川町北方にある釈迦如来を本尊とする曹洞宗の寺院で、山号は大貴山。飛騨三十三観音32番札所である。
創建及び開基不詳。元は袈裟山千光寺の末寺で真言宗に属していたが、後、寺勢が衰えた。安土桃山時代、天川良尭が再興を志し、慶長元年(1596年)に高山素玄寺2世格応門越を勧請開山として素玄寺末寺の曹洞宗寺院として中興を果たした。本堂、庫裏及び山門は享保年間に再建されたものが現在まで残っている。本堂のほかに地蔵堂、薬師堂及び観音堂がある。